# 山根維隨
山根 維隨（やまね いずみ、1948年（昭和23年） - ）は、風水統計家｛伴天風水｝創始者であり日本の実業家。株式会社アンジコア代表取締役会長。特定非営利活動団体（NPO法人）幸せな家づくりの研究会理事長。本名は、山根 一純（やまね いずみ）。

## 経歴

### 生い立ち
鳥取市吉岡温泉町生まれ。鳥取西高校卒業後、防衛大学校応用物理学科専攻に進学。卒論テーマはEL素子の研究。

### 伴天風水
1988年に西野バレエ団の西野晧三氏から西野流呼吸法を学ぶため、西野塾に入塾、気や生命エネルギーを学ぶ中で、目に見えない力という物の凄さを知り、同時期に統計学を用いた風水にも着目。
独自に研究を重ねて行く中で、3.11の東日本大震災がおき、現地を視察の際に、研究通りの結果を目の当たりにする。自身が進めてきた風水に（伴天風水）と名付け、災害に強く、健康で、家族が幸せになる家づくりに取り入れた。現在も研究を進め、日々（伴天風水）を進化させている。

### 株式会社アンジ（株式会社アンジコアの前身）
シックビル症候群にかかったのを契機に、ビル空調環境の改善を目指し、1985年（昭和60年）4月、千葉県袖ヶ浦市に株式会社アンジを創業]。
ビルや工場の空調システムのダクト清掃保全事業を手掛け、ビルや工場の室内空気の清浄化に注力。その後、一般建築事業も展開。
- 2008年（平成20年）4月、株式会社アンジから株式会社あんじへ社名変更。
- 2017年（平成29年）4月、株式会社あんじから株式会社アンジコアへ社名変更。

### もくもく村
1999年（平成11年）、千葉県君津市にログハウスと漆喰と無垢の木で建築した無添加住宅を展示するログハウス展示場もくもく村を開設し、自然素材を用いた家づくりに着手。

### 幸せな家づくり研究会
2012年（平成24年）9月21日、特定非営利活動団体（NPO法人）幸せな家づくり研究会を設立し、理事長に就任。次の事業を行っている。
- 研究及びセミナーの開催
- 学術・文化・芸術又はスポーツの振興を図る活動
- 家づくりの研究及びセミナー事業（建築資材及び施工方法）
- 出版に必要な事業

## 人物
自らがシックビル症候群に罹患したことから、空調システムのダクト清掃保全事業を始めたり、シックハウス症候群に苦しむ人を救いたいと考えて住宅事業に参入するなど、ヒトの健康の増進に貢献したいという考えを持っている。
現在、NPO法人幸せな家づくり研究会の理事長として、全国で講演活動を行っている。
最低120歳まで生きるつもりだと公言しており、それは自分が長生きをすることによっていろいろなアイデアを提供し、社会に貢献できると思うからと考えている。
経営哲学などにおいて、京セラ創始者の稲盛和夫の影響を多大に受ける。稲盛の提唱する「6つの精進」などを経営理念に取り入れている。

## 著書
- 山根一純『120歳までも幸せに生きる家―夫婦が仲良く長生きできる家の秘訣!』エル書房、2013年8月1日。ISBN 978-4434155314。